# Робін Баклі
Робін Баклі – головна героїня серіалу «Дивні Дива», яка з’являється в третьому сезоні. Вона є колегою та найкращою подругою  Стіва Гаррінґтона. Роль виконує Майя Хоук.

## Біографія
Влітку 1985 року Робін почала працювати в новозбудованому кафе- морозиво Scoops Ahoy торгового центру Starcourt Mall разом зі своїм колишнім однокласником Стівом Гаррінґтоном. Коли Стів і його друг Дастін Хендерсон спробували розшифрувати перехоплений російський код, Робін допомогла їм перекласти та з’ясувала, що росіяни використовували харчові мережі та підприємства торгового центру, щоб контрабандою доставляти продукти в Ховкінс. Згодом ці троє виявили, що радянська влада реалізувала продуману схему; Starcourt Mall був лише прикриттям для приховування будівництва підземної радянської бази. За допомогою Еріки Сінклер група прокралася на базу, де виявила, що радянські війська розробили засоби подорожі в інший вимір. Після повернення на поверхню Робін, Стів, Дастін і Еріка вступили в боротьбу проти Мозкожера та одержимого Біллі Харгроува. Після того, як Starcourt згорів, Робін і Стів отримали роботу через три місяці в місцевому Family Video.
Навесні 1986 року увагу Робін привернуть таємничі вбивства, які шокували Ховкінса. Робін, Стів і Дастін почали розслідування, а сама дівчина подружився з Ненсі Вілер і Едді Мансоном. Вони виявили, що вбивства потенційно були пов’язані з сумнозвісною різаниною 1959 року, і врешті-решт виявили нові ворота до Навивороту на дні Озера Закоханих. Після того, як Робін, Стів, Едді та Ненсі пройшли через ворота та застрягли в іншому вимірі, вони зрештою втекли та знову зібралися зі своїми союзниками. Виявивши справжню особу та мотиви Векни, група розробила план, щоб зупинити надприродну загрозу, а Робін, Стів і Ненсі повернулися в Навиворіт, щоб напасти на Векну. Незважаючи на всі зусилля, група не змогла запобігти відкриттю четвертих воріт Векни.
Через два дні Робін зголосилася допомогти постраждалим від «землетрусу», випадково зустрівшись  з однокласницею, в яку була закохана, та зблизившись із нею. Пізніше Робін зі страхом спостерігала, як Навиворіт почав поєднуватися з Говкінсом.

## Цікаві факти
1. Робін — лесбійка, що робить її першою з підтверджених ЛГБТК+ персонажів у серіалі. 
2. Спочатку вона мала зустрічатися зі Стівом. Однак під час зйомок Майя Хоук, Джо Кірі, брати Даффери і Шон Леві погодилися, що Робін повинна бути лесбійкою.
3. Також актриса допомогла розробити вбрання Робін. У третьому сезоні Майя власноруч намалювала каракулі на червоних кросівках Converse Робін. У четвертому сезоні вона особисто підібрала нашивки на куртці Wrangler Робіна.
5. Робін — перший старший підліток, якого бачать на велосипеді, тоді як інші підлітки їздять за кермом; вона розповідає, що причиною відсутності у неї водійських прав є бідність.
6. Вона каже, що її трійка улюблених фільмів — «Діти раю» (1945), «Прихована фортеця» (1958) і «Квартира» (1960) .
7. Дизайнер костюмів Емі Перріс сказала, що візерунок на білій блузці, яку Робін носить, містить символи рівності, які символізують орієнтацію Робін; на блузці зображені трикутники, символ, запозичений у нацистів, який раніше ідентифікував ЛГБТ представників і перейменований як символ протесту в 1970-х роках, і смуги, які нагадують знак рівності, символ, взятий з Кампанії за права людини, заснованої в 1980 році. 
8. Робін згадує, що сказ є її страхом номер один.
9. Вона — четверта головна героїня «Дивних речей», яка має книгу, що пояснює її передісторію; перший — Мартін Бреннер , другий — Джим Хоппер, а третій — Макс Мейфілд. Книга називається Stranger Things: Rebel Robin .
10. Робін з'являється в кожному епізоді з моменту свого дебюту, не враховуючи перших двох сезонів.